# 陳綺
陳綺（1449年—？），字于章，浙江台州府太平縣人，竈籍，明朝政治人物。進士出身。

## 生平
早年出身縣學增廣生，浙江鄉試第二十名。成化十四年（1478年）戊戌科會試第二百二十四名，殿試登進士第三甲第四十一名。歷官工部管河郎中，弘治八年（1495年）九月以修河有功，升俸一级。九年二月升四川布政司右参议。

## 家族
曾祖父陳思。祖父陳伯初。父亲陳允謙。母顧氏。永感下。娶李氏，繼娶林氏。